# Mulhacén 659
Die Derbi Mulhacén 659 ist ein Motorrad des spanischen Herstellers Derbi.
Die große Schwester der Mulhacén 125 ist nach dem höchsten Berg der iberischen Halbinsel benannt und wurde im Jahr 2006 erstmals in Barcelona der Öffentlichkeit vorgestellt. Die Scrambler ist das erste Motorrad von Derbi mit mehr als 125 cm³ Hubraum.

## Bauweise
Die Mulhacén 659 teilt sich den 4-Ventil-OHC-Einzylindermotor mit der Yamaha XT 660 R. Das Aggregat leistet maximal 34,6 kW (47 PS) bei 6250 min−1. Das maximale Drehmoment beträgt 55 Nm bei 5500/min. Der Motor wurde technisch unverändert übernommen, lediglich die Airbox und das Zündkennfeld der Einspritzanlage wurden modifiziert. Fahrfertig wiegt das Motorrad 174 kg. Die Höchstgeschwindigkeit wird mit 168 km/h angegeben.
Die Abgase des Motors werden durch einen ungeregelten Katalysator gereinigt. Die Kraftübertragung erfolgt durch ein Fünfganggetriebe über einen Kettenantrieb. Die Bremsanlage (vorne Scheibenbremse mit 320 mm und hinten Einzelscheibe mit 245 mm Durchmesser) wurde vom Zulieferer Brembo bezogen. Die Gesamtübersetzung (Gangstufen 2,500/1,625/1,150/0,909/0,769, Primärübersetzung 2,083, Sekundärübersetzung 3,066) ähnelt der der Yamaha MT-03. Das Motorrad ist sehr handlich und leicht, durch den begrenzten Lenkeinschlag in seiner Wendigkeit aber eingeschränkt. Es besitzt einen Radstand von 1.386 mm und kurze Federwege von 120 mm vorne und 110 mm hinten. Die Reifendimensionen der Mulhacén 659 (vorne 110/80-18, hinten 150/70-18) verhelfen dem Fahrzeug zu einer sehr guten Lenkbarkeit und einem guten Geradeauslauf, lediglich bei forciertem Schräglagenwechsel auf holprigem Untergrund fordern die grob profilierten Reifen etwas mehr Nachdruck. Die golden eloxierte Teleskopgabel stammt vom Zulieferer Marzocchi, das Hinterrad wird in einer aus Aluminium gegossenen Zweiarmschwinge geführt. Das hintere, über einen Umlenkhebel angelenkte und seitlich angebrachte, Federbein stammt vom Zulieferer Sachs und wurde in den meisten Tests der Fachzeitschriften als zu weich und unterdämpft erachtet.
Die Sitzposition auf der 830 mm hohen Sitzbank ist angenehm aufrecht, durch die schlanke Taille erlaubt sie auch kleineren Fahrern stets sicheren Bodenkontakt. Der Soziussitzplatz ist aufgrund des schmalen Sitzpolsters und der sehr hoch angebrachten Rasten nicht für längere Touren zu zweit geeignet. Im Lieferumfang der Mulhacén 659 befindet sich auch eine Soziusplatzabdeckung, die mit wenigen Handgriffen montiert werden kann. Das Multifunktionsdisplay ist als digitale Flüssigkristallanzeige ausgeführt und beinhaltet u. a. Tachometer und Drehzahlmesser. Der Tankinhalt beträgt inklusive Reserve 12 Liter (Superbenzin).

## Kosten
Der Listenpreis für die Mulhacén 659 betrug bei ihrer Einführung im Jahre 2006 7.700 € inkl. der Nebenkosten. Direkte Konkurrenten für die Mulhacén 659 sind u. a. die Yamaha MT-03, die Aprilia Pegaso Factory – beide mit dem gleichen Motor, wie in der Mulhacén 659 versehen –, die BMW G 650 Xcountry, aber auch die deutlich leistungsstärkere KTM Duke.

## Sondereditionen
Derbi bietet neben der Standardausführung noch die Mulhacén 659 GPRacer mit schwarzer Sitzbank und G.P.R. Sportauspuff sowie die rot lackierte Mulhacén 659 Ángel Nieto Sonderedition an mit jetzt 17-Zoll-Gussrädern statt der ursprünglichen 18-Zoll-Speichenrädern.